# Oleiros (Portugal)
Oleiros es una villa portuguesa perteneciente al distrito de Castelo Branco, región estadística del Centro (NUTS II) y comunidad intermunicipal de Beira Baixa (NUTS III), con cerca de 2.500 habitantes.

## Geografía
Es sede de un municipio con 465,52 km² de área y 4905 habitantes (2021), subdividido en 10 freguesias. El municipio está limitado al norte por el municipio de Fundão, al este por Castelo Branco, al sur por Proença-a-Nova, al sudoeste por la Sertã y al noroeste por Pampilhosa da Serra.

## Freguesias
Las freguesias de Oleiros son las siguientes:
- Álvaro
- Cambas
- Estreito - Vilar Barroco
- Isna
- Madeirã
- Mosteiro
- Oleiros - Amieira
- Orvalho
- Sarnadas de São Simão
- Sobral

## Demografía
| Gráfica de evolución demográfica de Oleiros entre 1864 y 2021 |
|                                                               |
| Datos según el nomenclátor publicado por el INE portugués.    |